# Jan van Gilse (politicus)
Jan Albert van Gilse (Amsterdam, 20 juli 1843 – Voorburg, 24 april 1915) was een Nederlands politicus.
Van Gilse was een Rotterdamse vrijzinnig-democraat die voor het district Sneek in de Tweede Kamer zat. Na advocaat te zijn geweest, werd hij redacteur van onder meer het NRC (1875-1880) en de Arnhemsche Courant (1898-1910). In de laatste periode was hij ook voorzitter van de Arnhemsche Orkest Vereniging, maar vertrok er in 1903 met ruzie. Hij nam woordelijke wraak door voor het bestuur ongunstige teksten in de Arnhemse krant. Later werd hij wederom advocaat en daarna leraar. Bij de verkiezingen van 1897 werd hij met één stem verschil tegenover Theo Heemskerk gekozen. Hij was actief op het gebied van onderwijs en volksgezondheid. Hij werd als Kamerlid bekend vanwege zijn amendement op de ontwerp-Militiewet over verkorting van de dienstplicht. Aanneming daarvan leidde tot het aftreden van minister van Oorlog Eland.
De zoon van Van Gilse, Jan Pieter Hendrik van Gilse (1881-1944), was componist.
- Biografisch Portaal: 71476115
- International Standard Name Identifier: 0000 0003 9191 1485
- Nederlandse Thesaurus van Auteursnamen: 121155153
- Parlement.com: vg09ll11worr
- Virtual International Authority File: 285799442
- WorldCat: E39PBJx8JJBmMhMHmmmjbJpgKd